# 九棵樹駅
九棵樹駅（きゅうかじゅ-えき）は中華人民共和国北京市通州区に位置する北京地下鉄八通線の駅。駅番号はBT10。

## 駅構造

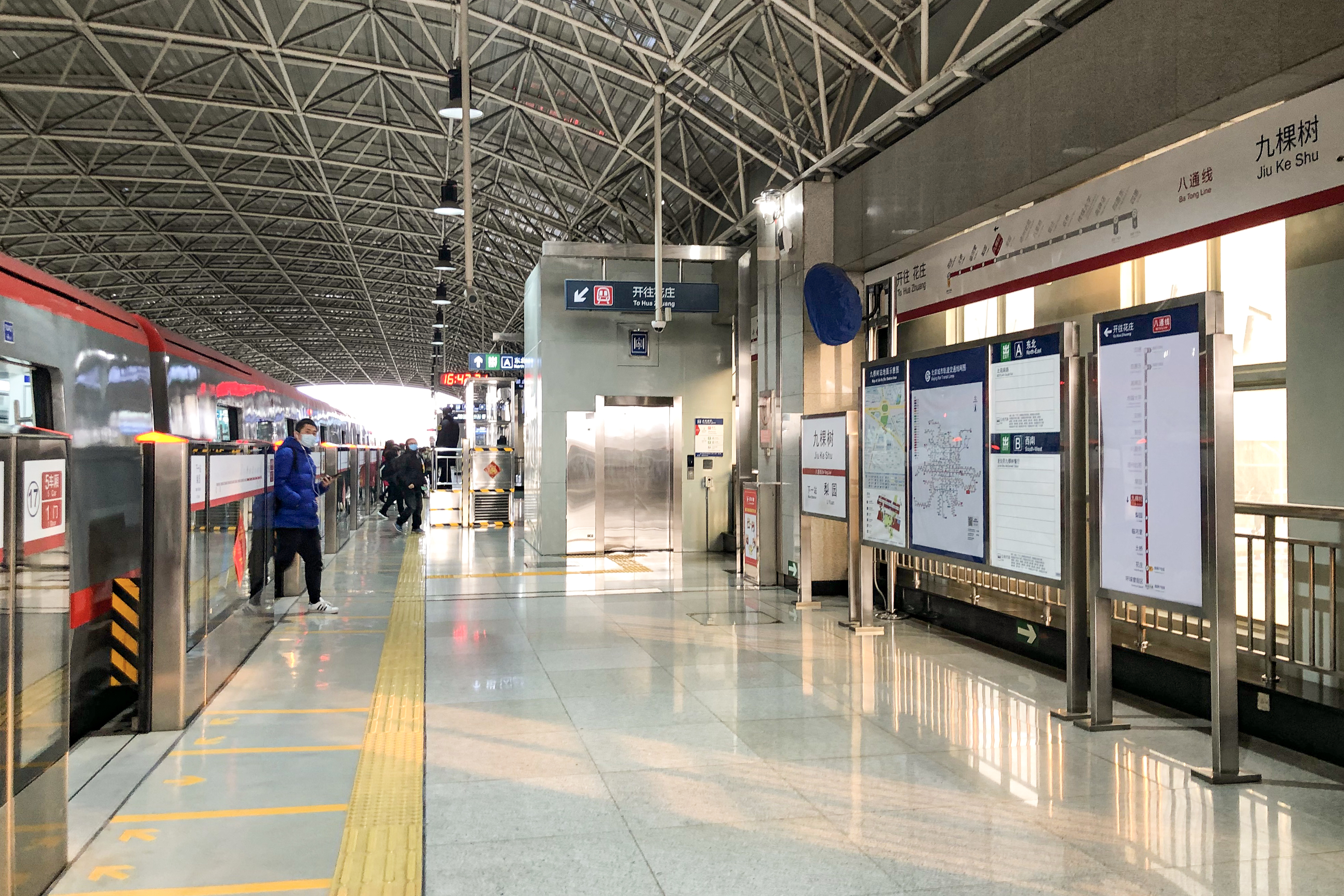
ホーム

相対式ホーム2面2線の高架駅。

## 駅周辺
- 京通ルーズベルト広場
- 京兵楼飯荘
- 暁竜康楽園

## 歴史
- 2003年12月27日 - 開業。

## 隣の駅
■北京地下鉄八通線
果園駅 (BT09) - 九棵樹駅 (BT10) - 梨園駅 (BT11)